# Synthétisme
Synthétisme est un terme utilisé par des artistes post-impressionnistes, comme Paul Gauguin, Émile Bernard et Louis Anquetin, pour distinguer leur œuvre de l'impressionnisme.

## Cadre
Le synthétisme fut d'abord associé au cloisonnisme avant de l'être au symbolisme.
Ces artistes voulaient effectuer la synthèse des trois caractéristiques suivantes : 
- L'apparence des formes naturelles.
- Les sentiments de l'artiste sur son sujet.
- La pureté esthétique de la ligne, de la couleur et de la forme.

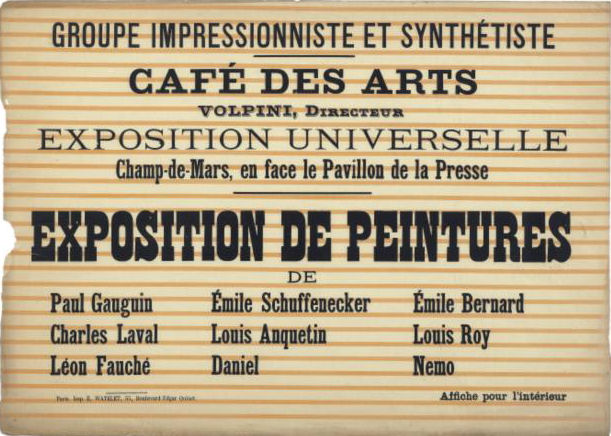
Affiche de l'exposition au Café des Arts (1889).

Le terme est utilisé en 1877 pour faire une distinction entre les impressionnismes scientifique et naturaliste puis, en 1889, lorsque Gauguin et Émile Schuffenecker organisent une exposition de peintures du groupe impressionniste et synthétiste au Café des Arts à l'Exposition universelle de Paris. Ce titre confus fut associé, à tort, à l'impressionnisme.
Le synthétisme met l'accent sur des motifs plats à deux dimensions, ce qui diffère de l'art impressionniste et de la théorie.
Maurice Denis résume le synthétisme de la manière suivante : « Il est bon de rappeler qu'une image avant d'être un cheval de bataille, une femme dénudée, ou une quelconque anecdote, est essentiellement une surface plane recouverte de couleurs en un certain ordre assemblées. »

## Peintres et peintures synthétistes
- Paul Sérusier : Le Talisman, l'Aven au Bois d'Amour (1888).
- Paul Gauguin : La Vision après le sermon (1888), La Belle Angèle (1889), La Perte du pucelage (1890).
- Émile Bernard : Moissonneurs (1888), Bretonnes dans la prairie (1888).
- Charles Laval : Allant au marché (1888).
- Meyer de Haan : Autportrait (1889-1891).
- Cuno Amiet : Vieille Bretonne au soleil (1893).
- Émile Jourdan : Nature morte aux faïences (1895).
- Louis Roy : Nature morte au vase de Quimper et Scène d'intérieur (1890).

D'autres peintres se recommandent de (ou sont associés à) ce mouvement, comme Georges Alfred Chaudet (proche de Gauguin), Alexis Mérodack-Jeanneau, Georges Joseph Rasetti, Henry Moret (ce dernier adoptant une voie médiane entre synthétisme et impressionnisme).

## Galerie

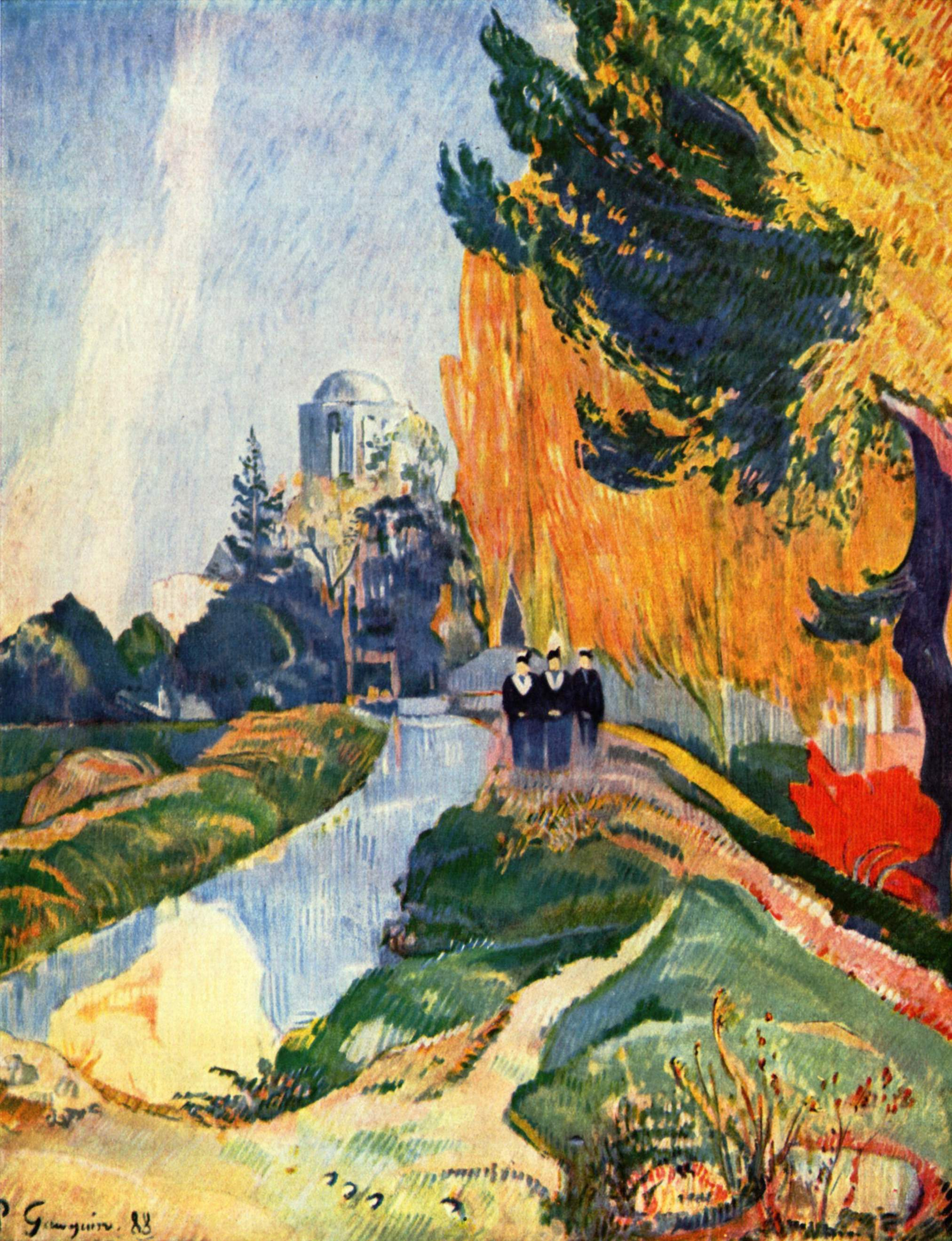
Paul Gauguin, Les Alyscamps, (1888), Musée d'Orsay, Paris.
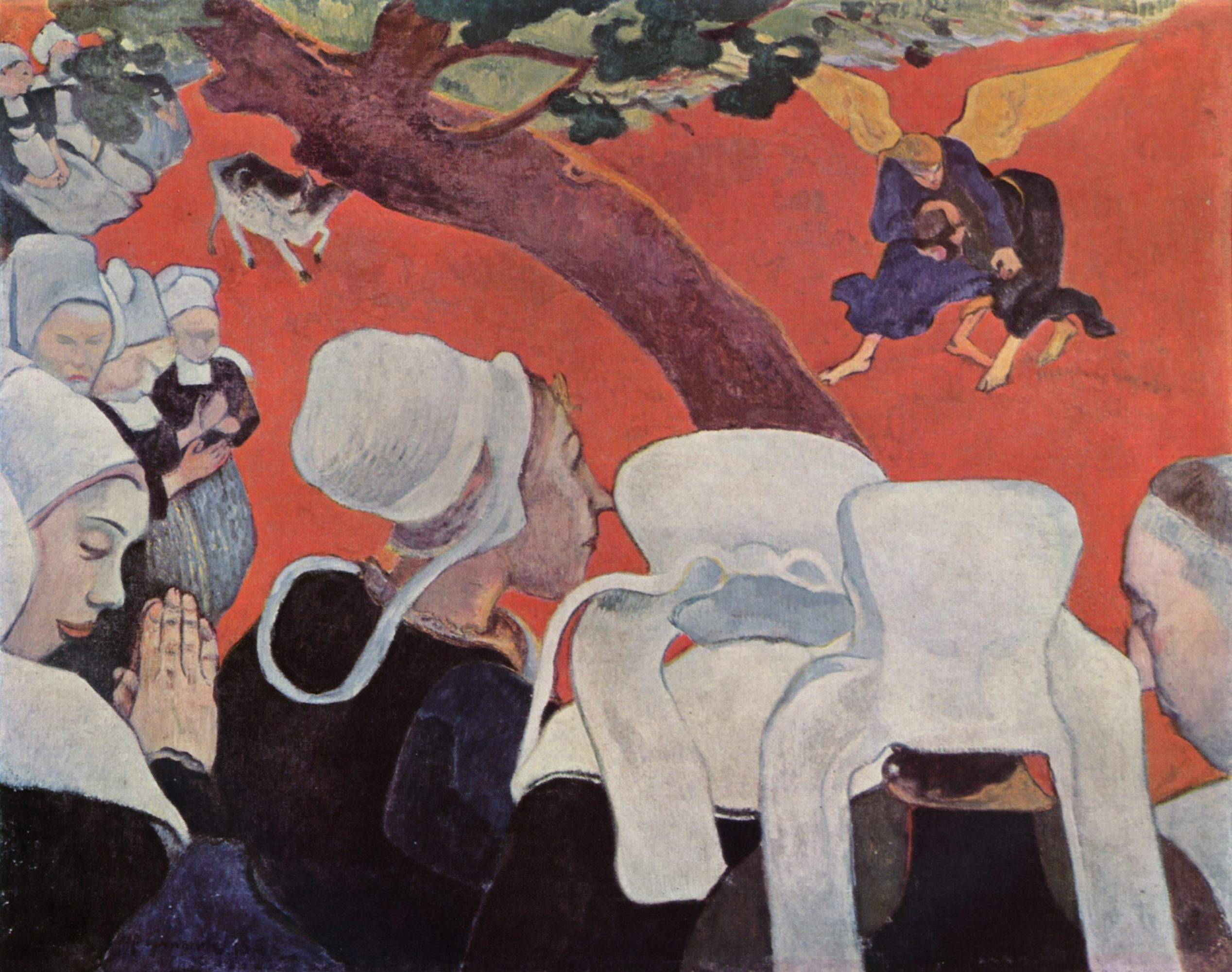
Paul Gauguin, Vision après le Sermon, 1888.
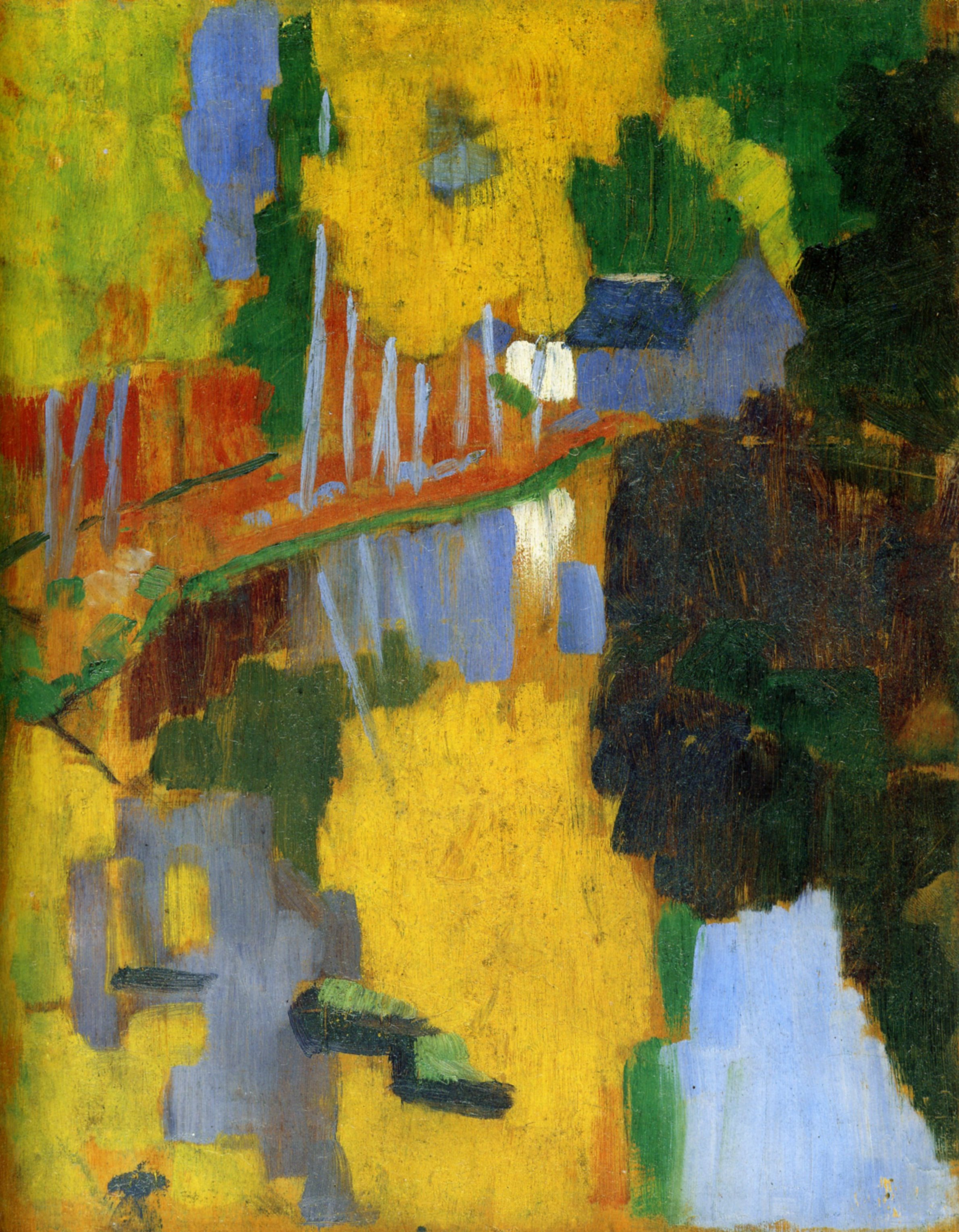
Paul Sérusier, Le Talisman, l'Aven au Bois d'Amour, 1888, huile sur bois (27 × 21,5 cm), musée d'Orsay, Paris, France.
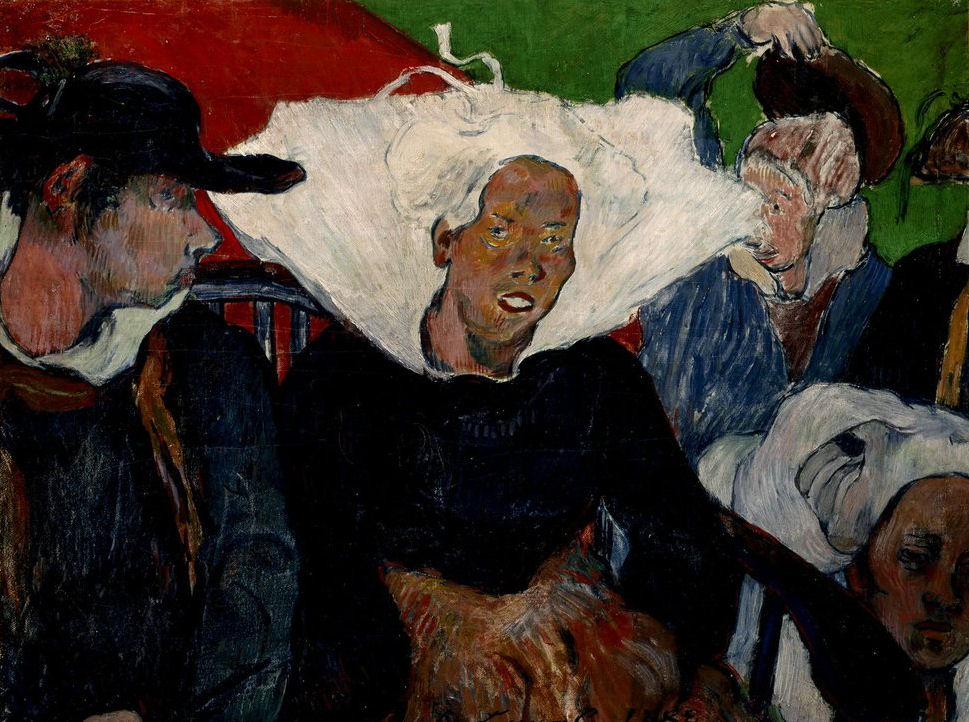
Charles Laval, Allant au marché, 1888, Musée d'art d'Indianapolis[5].
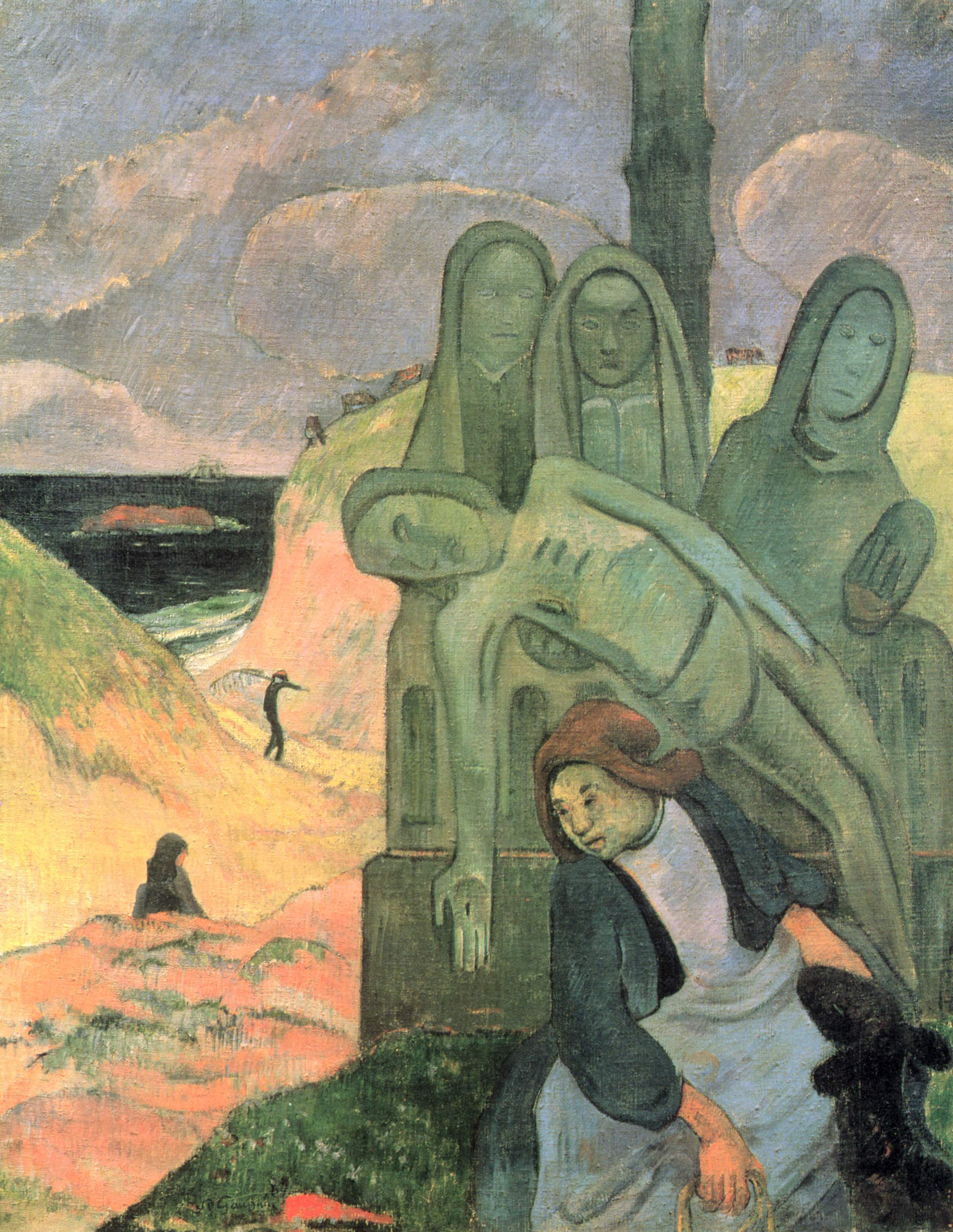
Paul Gauguin, Le Christ vert, 1889.
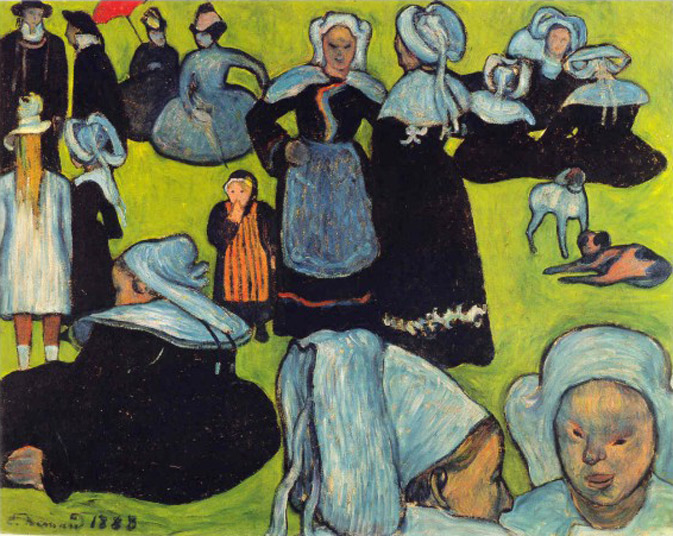
Émile Bernard, Le Pardon de Pont-Aven, août 1888. Bernard échange celui-ci avec Gauguin qui l'amène à Arles, à l'automne 1888, lorsqu'il rejoint Van Gogh, qui aime beaucoup ce style. Van Gogh en peint une copie à l'aquarelle pour en faire don à son frère Théo.
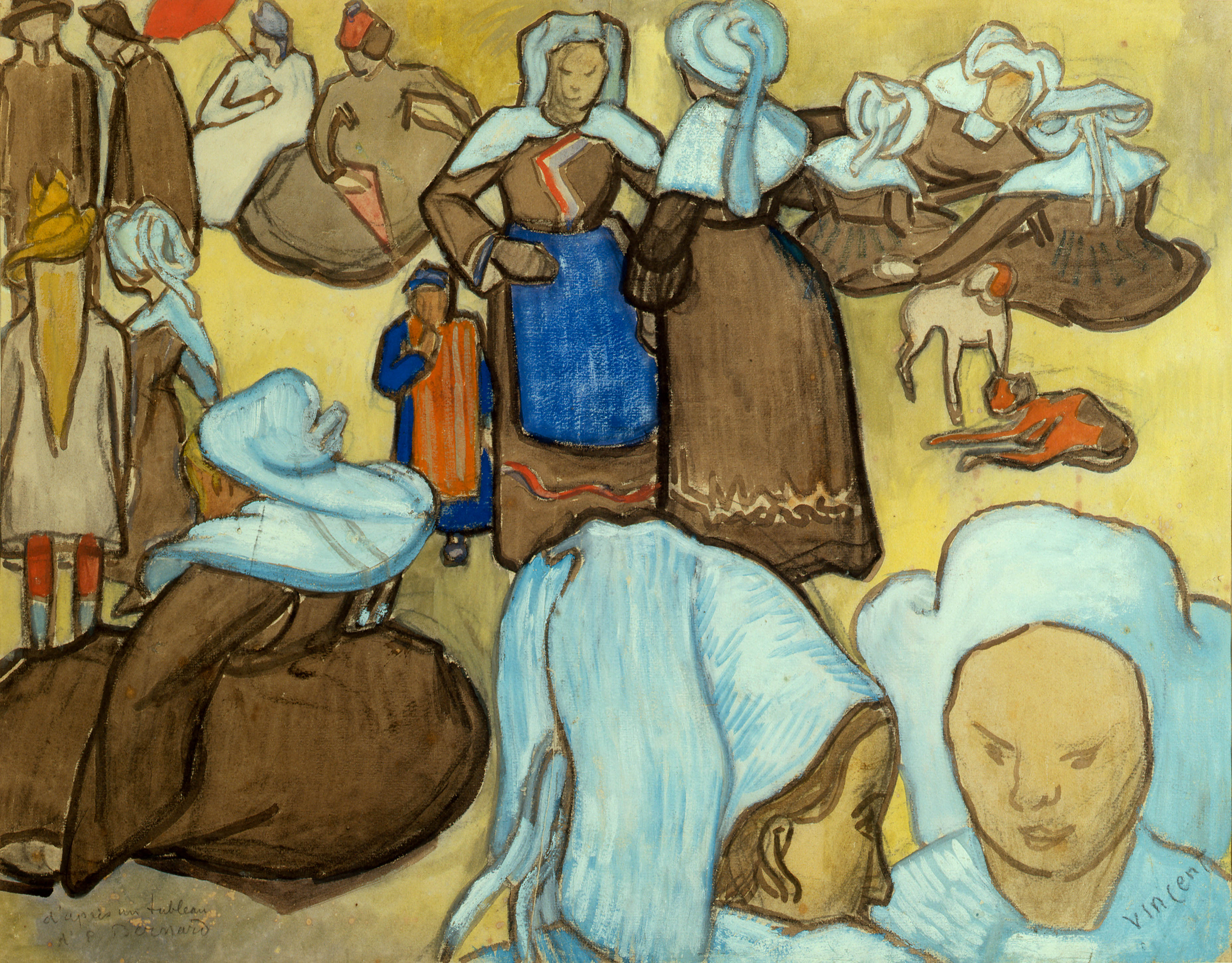
Vincent van Gogh, Femmes bretonnes et enfants, novembre 1888 (aquarelle d'après E. Bernard).
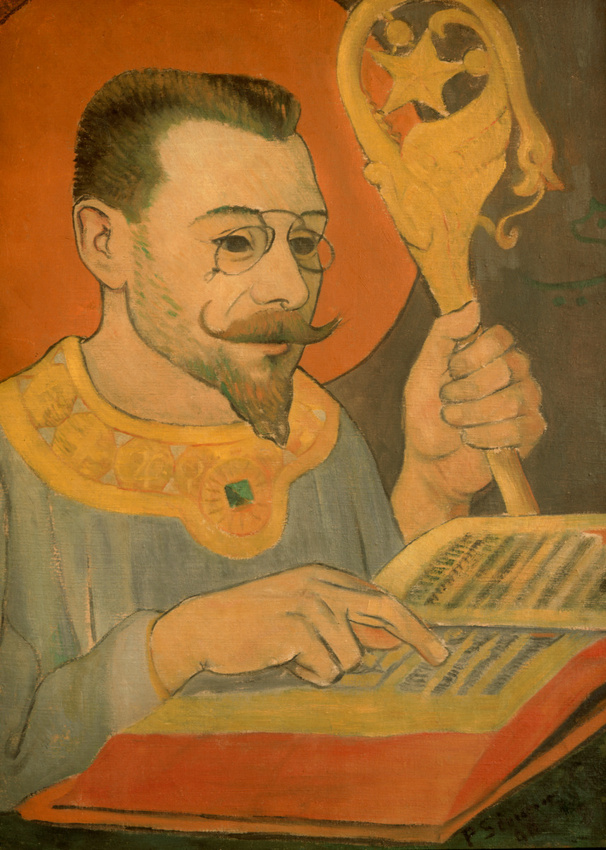
Paul Sérusier, Portrait de Paul Ranson 1890, Musée d'Orsay, Paris.
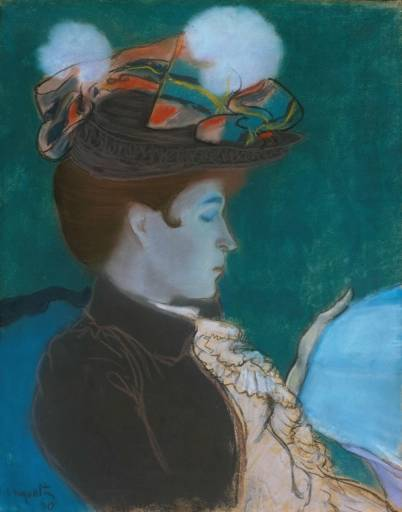
Louis Anquetin, Femme en train de lire un journal, 1890.